# Coppa di Francia (calcio a 5)
La Coppa di Francia (in francese Coupe de France) è la coppa nazionale di calcio a 5 francese. Assegnata dalla Fédération Française de Football, la competizione è aperta a tutte le società francesi affiliate alla federazione.

## Storia
La Coppa di Francia è la più longeva competizione francese di calcio a 5: la prima edizione fu disputata nella stagione 1994-95, dodici anni prima del campionato nazionale.

## Albo d'oro
| Stagione  | Campione             | Finalista                    |               |
| --------- | -------------------- | ---------------------------- | ------------- |
| 1994-1995 | Saint-Priest         | OC Le Perreux-Joinville      |               |
| 1995-1996 | USVO Grenoble        | AS Saint-Priest              |               |
| 1996-1997 | USVO Grenoble        | L'Etrat-La Tour Sport        |               |
| 1997-1998 | CS Roubais           | JL Knutang                   |               |
| 1998-1999 | CS Mars Bischheim    | ASA Issy                     |               |
| 1999-2000 | SPB Saint-Saulve     | CS Roubais                   |               |
| 2000-2001 | ASF Andrezieux       | FC Flers                     |               |
| 2001-2002 | Champs-sur-Marne AFC | CS Roubais                   |               |
| 2002-2003 | Roubaix Trois Ponts  | Villepinte Club des Artistes |               |
| 2003-2004 | Mulhouse             | US Ivry                      |               |
| 2004-2005 | Roubaix              | Issy                         |               |
| 2005-2006 | Roubaix              | Issy                         |               |
| 2006-2007 | Issy                 | FC Erdre-Atlantique          |               |
| 2007-2008 | Roubaix              | Kremlin-Bicêtre              |               |
| 2008-2009 | Roubaix AFS          | Lione                        |               |
| 2009-2010 | Sporting Parigi      | FC Erdre-Atlantique          |               |
| 2010-2011 | Sporting Parigi      | Paris Métropole              |               |
| 2011-2012 | Sporting Parigi      | Paris Métropole              |               |
| 2012-2013 | Sporting Parigi      | Kremlin-Bicêtre              |               |
| 2013-2014 | Kremlin-Bicêtre      | Cannes Bocca Futsal          |               |
| 2014-2015 | Sporting Parigi      | Garges Djibson               |               |
| 2015-2016 | Kremlin-Bicêtre      | Garges Djibson               |               |
| 2016-2017 | ACCES                | Sporting Strasbourg          |               |
| 2017-2018 | Kremlin-Bicêtre      | FS Mont D'Or                 |               |
| 2018-2019 | Sporting Parigi      | Garges Djibson               |               |
| 2019-2020 | Non assegnata        | Non assegnata                | Non assegnata |
| 2020-2021 | Non assegnata        | Non assegnata                | Non assegnata |
| 2021-2022 | Nantes Métropole     | Mouvaux-Lille                |               |

## Vittorie per club
| Titoli | Squadra             | Anni                               |
| ------ | ------------------- | ---------------------------------- |
| 6      | Sporting Parigi     | 2010, 2011, 2012, 2013, 2015, 2019 |
| 3      | Roubaix             | 2005, 2006, 2008                   |
| 3      | Kremlin-Bicêtre     | 2014, 2016, 2018                   |
| 2      | Grenoble            | 1996, 1997                         |
| 1      | Saint-Priest        | 1995                               |
| 1      | CS Roubais          | 1998                               |
| 1      | Mars Bischheim      | 1999                               |
| 1      | Saint-Saulve        | 2000                               |
| 1      | Andrezieux          | 2001                               |
| 1      | Champ               | 2002                               |
| 1      | Roubaix Trois Ponts | 2003                               |
| 1      | Mulhouse            | 2004                               |
| 1      | Issy                | 2007                               |
| 1      | Roubaix AFS         | 2009                               |
| 1      | ACCES               | 2017                               |
| 1      | Nantes              | 2022                               |